# Mahadevapura, Holalkere
Mahadevapura là một làng thuộc tehsil Holalkere, huyện Chitradurga, bang Karnataka, Ấn Độ.